# Ga Yangpyeong (tuyến Jungang)
Ga Yangpyeong là ga trên Tuyến Jungang. Tên của nó trùng với Ga Yangpyeong ở Tuyến 5, nên chúng ta có thể nhầm lẫn bởi hai nhà ga.

## Bố trí ga
| ↑ Obin                             |
| \| ８７ \| ６５ \| ４３ \| ２１ \| |
| Wondeok ↓                          |

| 1 · 2 | ● Tuyến Gyeongui–Jungang                                    | Tàu thường · Tốc hành                          | → Hướng đi Wondeok · Yongmun →              |
| 3 · 4 | Tuyến Gangneung                                             | KTX                                            | → Hướng đi Seowonju · Gangneung · Donghae → |
| 3 · 4 | Tuyến Jungang                                               | KTX ITX-Saemaeul ITX-Maum Mugunghwa-ho         | → Hướng đi Wonju · Andong · Bujeon →        |
| 3 · 4 | Tuyến Taebaek                                               | Mugunghwa-ho                                   | → Hướng đi Jecheon · Taebaek · Donghae →    |
| 3 · 4 | Tuyến Jeongseon                                             | A-Train                                        | → Hướng đi Yeongwol · Jeongseon · Auraji →  |
| 5·6   | Tuyến Gangneung Tuyến Jungang Tuyến Taebaek Tuyến Jeongseon | KTX ITX-Saemaeul ITX-Maum Mugunghwa-ho A-Train | ← Hướng đi Deokso · Cheongnyangni · Seoul   |
| 7 · 8 | ● Tuyến Gyeongui–Jungang                                    | Tàu thường · Tốc hành                          | ← Hướng đi Cheongnyangni · Yongsan · Munsan |

## Liên kết
- (tiếng Hàn) Trạm thông tin mạng Lưu trữ ngày 16 tháng 10 năm 2013 tại Wayback Machine từ Korail